# Алтамонт (Орегон)
Алтамонт (енгл. Altamont) насељено је место без административног статуса у америчкој савезној држави Орегон.

## Демографија
По попису из 2010. године број становника је 19.257, што је 346 (-1,8%) становника мање него 2000. године.
| Група             | 2000.          | 2010.          |
| Белци             | 16.830 (85,9%) | 15.740 (81,7%) |
| Афроамериканци    | 125 (0,6%)     | 132 (0,7%)     |
| Азијати           | 150 (0,8%)     | 145 (0,8%)     |
| Хиспаноамериканци | 1.326 (6,8%)   | 2.029 (10,5%)  |
| Укупно            | 19.603         | 19.257         |